# Quintet (公司)
Quintet是已关闭的电子游戏开发商。公司由原日本Falcom雇员创立于1989年4月，总部位于日本东京都多摩市。公司创立者为前日本Falcom雇员宫崎友好和桥本昌哉，他们参与开发了伊苏系列前三部游戏。公司名称源自音乐术语五重奏，代指游戏设计五要素——程序、企划、画面、音乐、制作。公司主要活跃于1990年代，为电子游戏发行商艾尼克斯开发了多款游戏。公司2002年后不再活跃。

## 游戏
- 雷莎出击（1990年，超级任天堂，艾尼克斯发行）
- 创世封魔录（1992年，超级任天堂，艾尼克斯发行）
- 雷莎出击2 沉默的圣战（1993年，超级任天堂，艾尼克斯发行）
- 盖亚幻想记（1993年，超级任天堂，艾尼克斯发行）
- 勇者机器人（1994年，超级任天堂，艾尼克斯发行）
- 天地创造（1995年，超级任天堂，艾尼克斯发行）
- 浮游岛传说（1997年11月6日，PlayStation） － 剧本
- 独奏危机（1998年1月22日，世嘉土星，世嘉发行）
- 代号R（1998年7月9日，世嘉土星，Quintet/ESP发行）
- 哥斯拉世代：最大冲击（1998年11月27日，Dreamcast，世嘉发行）
- 行星莱卡（1999年10月21日，PlayStation） － 程序
- Simple 1500系列 vol.78 The Zeroyon（2001年10月25日，PlayStation，D3 Publisher发行）
- 魔法封神（2002年3月29日，Game Boy Advance，光荣发行）